# Аугуст Мьобиус
 За художника на комикси с псевдоним Мьобиус вижте Жан Жиро.
Аугуст Фердинанд Мьобиус (на немски: August Ferdinand Möbius) е германски математик, механик и астроном теоретик, известен с конструирания от него пример за едностранна повърхнина, наречена „Лист на Мьобиус“, и с теоретикочисловата функция наречена на негово име.

## Биография
Роден е на 17 ноември 1790 година в Шулпфорте, Саксония-Анхалт, в семейството на учител по танци и майка, потомка на религиозния реформатор Мартин Лутер. От малък показва интерес към математиката. От 1803 до 1809 г. учи в колеж в родния си град и след това продължава образованието си в Университета в Лайпциг. През 1813 г. получава стипендия от една фондация и заминава да учи астрономия в Гьотингенския университет при професор Карл Фридрих Гаус, който е директор на обсерваторията в Гьотинген. През 1815 получава докторска степен от Университета в Хале.
През 1816 г. започва да провежда самостоятелни астрономически наблюдения в Плейсенбургската обсерватория, а от 1818 става неин директор. По-късно е професор в Лайпцигския университет.
Умира на 26 септември 1868 година в Лайпциг на 77-годишна възраст.

## Научна дейност
Математическите приноси на Мьобиус се изразяват в разширяването на традиционното понятие за координатите, с въвеждането на координатната система и аналитическите методи за изследване на проективната геометрия. Установява съществуването на едностранни повърхнини и многостени с нулев обем. Така Мьобиус се оказва един от основоположниците на теорията на геометричните преобразования, а оттам и на топологията, на многомерната геометрия и на теорията на векторите.
Освен в тези области, Аугуст Мьобиус работи и в областта на теория на числата, в която е известна дефинираната от него функция на Мьобиус.